# 니와쿠보정
니와쿠보정(庭窪町)은 일본 오사카부 기타카와치군에 있던 정이다. 현재의 모리구치시 북부에 해당한다.

## 역사
- 1889년 4월 1일 - 정촌제 시행에 의해 맛타군 후타시마촌이 성립하였다.
- 1896년 4월 1일 - 군 통합에 의해 기타카와치군이 성립하였다.
- 1957년 4월 1일 - 가도마정에 편입해, 동일 후타시마촌은 폐지되었다.

## 교통

### 철도
현재는 구촌 지역에 오사카 메트로 다니마치선・오사카 모노레일 다이니치역이 소재하지만 당시엔 미개통.

### 도로
현재는 구 정역에 한신고속 12호 모리구치선-긴키자동차도 모리구치 분기점, 한신고속 12호 모리구치선 모리구치 출입구가 있지만 당시에는 미개통 상태였다.

## 참고문헌
- 가도카와 일본 지명 대사전 27 大阪府